# Olimpia Mancini
Olimpia Mancini, in francese Olympe Mancini (Roma, 11 luglio 1638 – Bruxelles, 9 ottobre 1708), era la seconda più grande per età delle cinque celebri sorelle Mancini, che insieme alle due cugine Martinozzi, erano note alla corte di Luigi XIV come Mazarinettes poiché loro zio, il cardinale Giulio Mazzarino, era il primo ministro del re. Olimpia in seguito diventò la madre del generale austriaco principe Eugenio. Fu anche coinvolta in vari intrighi di corte tra cui il famigerato affare dei veleni, che comportò la sua espulsione dalla Francia.

## Famiglia ed infanzia
Olimpia Mancini nacque l'11 luglio 1638 e crebbe a Roma. Suo padre era il Barone Michele Lorenzo Mancini, un aristocratico italiano che era anche un negromante ed astrologo. Dopo la sua morte nel 1650, sua madre, Geronima Mazzarini, partì con le sue figlie da Roma a Parigi nella speranza d'utilizzare l'influenza del fratello, il Cardinale Mazarino, per far contrarre loro matrimoni prestigiosi.
Le altre sorelle Mancini erano:
- Laura Mancini (1636-1675), la maggiore, che sposò Luigi di Borbone, Duca di Vendôme, nipote del re Enrico IV e dell'amante, Gabrielle d'Estrées.
- Maria Mancini (1639-1715), la terzogenita, considerata la meno bella delle sorelle, ma che ebbe il pretendente maggiore: Luigi XIV. Egli era così infatuato di lei che avrebbe voluto sposarla, ma fu costretto a lasciarla per ragioni politiche. Ella alla fine sposò il Principe Lorenzo Colonna che scrisse di quanto fosse sorpreso di trovarla vergine perché non si aspettava di trovare l'"innocenza tra gli amori dei re".[1]
- Ortensia Mancini (1646-1699), la più bella delle sorelle, fuggì dal marito che abusava di lei, Armand-Charles de la Porte, duca de La Meilleraye, ed andò a Londra, dove diventò l'amante del Re Carlo II.
- Maria Anna Mancini (1649-1714) sposò Maurice Godefroy de La Tour d'Auvergne, duca de Bouillon, uno dei nipoti del famoso Maresciallo di Francia Turenne.

Le Mancini non erano l'unica famiglia di donne che il Cardinale Mazarino ospitò alla corte francese. Le altre cugine di Olimpia, furono le figlie della sorella maggiore di Mazarino. La maggiore, Laura Martinozzi, sposò Alfonso IV d'Este, duca di Modena e fu la madre di Maria Beatrice d'Este, seconda moglie di Giacomo II d'Inghilterra. La minore, Anna Maria Martinozzi, sposò Armando, Principe di Conti.
Le Mancini avevano anche tre fratelli: Paolo, Filippo, ed Alfonso.

## Matrimonio
Olimpia sposò il 24 febbraio 1657 il principe Eugenio Maurizio di Savoia-Carignano (1633-1673), da cui ebbe otto figli, tra cui il famoso condottiero il Principe Eugenio di Savoia. A corte, il conte di Soissons prese il titolo di Monsieur le Comte. Come sua moglie, Olimpia era ricevuta a corte come Madame la Comtesse.

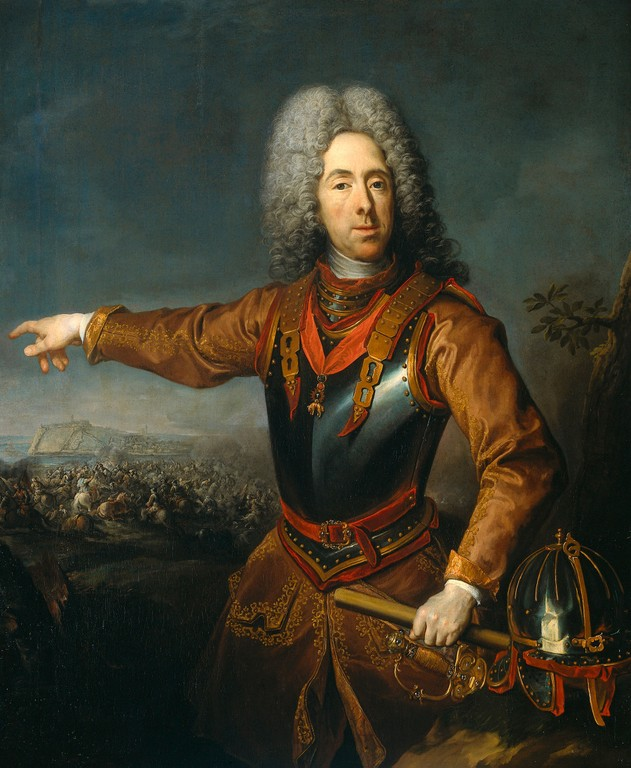
Jacob van Schuppen, ritratto del figlio di Olimpia, il Principe Eugenio di Savoia,

## Intrighi
Poco dopo il matrimonio di sua sorella Maria, Olimpia venne nominata Sovrintendente della Casa della Regina e la sua autorità era superiore a tutte le altre donne della Corte con l'eccezione delle Principesse di Sangue. Olimpia era, per natura, un'intrigante. Poco dopo il suo matrimonio, si ritrovò coinvolta in numerosi intrighi a Corte. Vi erano state voci che prima del suo matrimonio, era stata per poco tempo amante di Luigi XIV. Anche se non esattamente bella, Olimpia era descritta come padrona di charme e di un indiscutibile fascino. I suoi capelli erano scuri, la sua carnagione brillante, i suoi occhi neri e vivaci, e la sua figura paffuta e rotonda. Dopo il suo matrimonio, si alleò con la cognata del re, Enrichetta Anna, Duchessa d'Orléans, che era conosciuta a corte come Madame, della quale lui si era (probabilmente) innamorato. La loro relazione è improbabile che sia mai stata consumata, anche se la Regina Madre vedeva la relazione come giusta. Quando Enrichetta e Luigi hanno cercato di nascondere la loro relazione, Olimpia si dice che abbia introdotta una delle dame di compagnia di Enrichetta, Louise de La Vallière, così che il Re potesse affermare che la sua presenza con Enrichetta era per cercare le attenzioni di Louise e non di Enrichetta. Olimpia si rivoltò contro Louise, tuttavia, il Re s'innamorò sul serio di Louise con una lettera a scapito di Enrichetta Anna.

## L'"affare dei veleni"

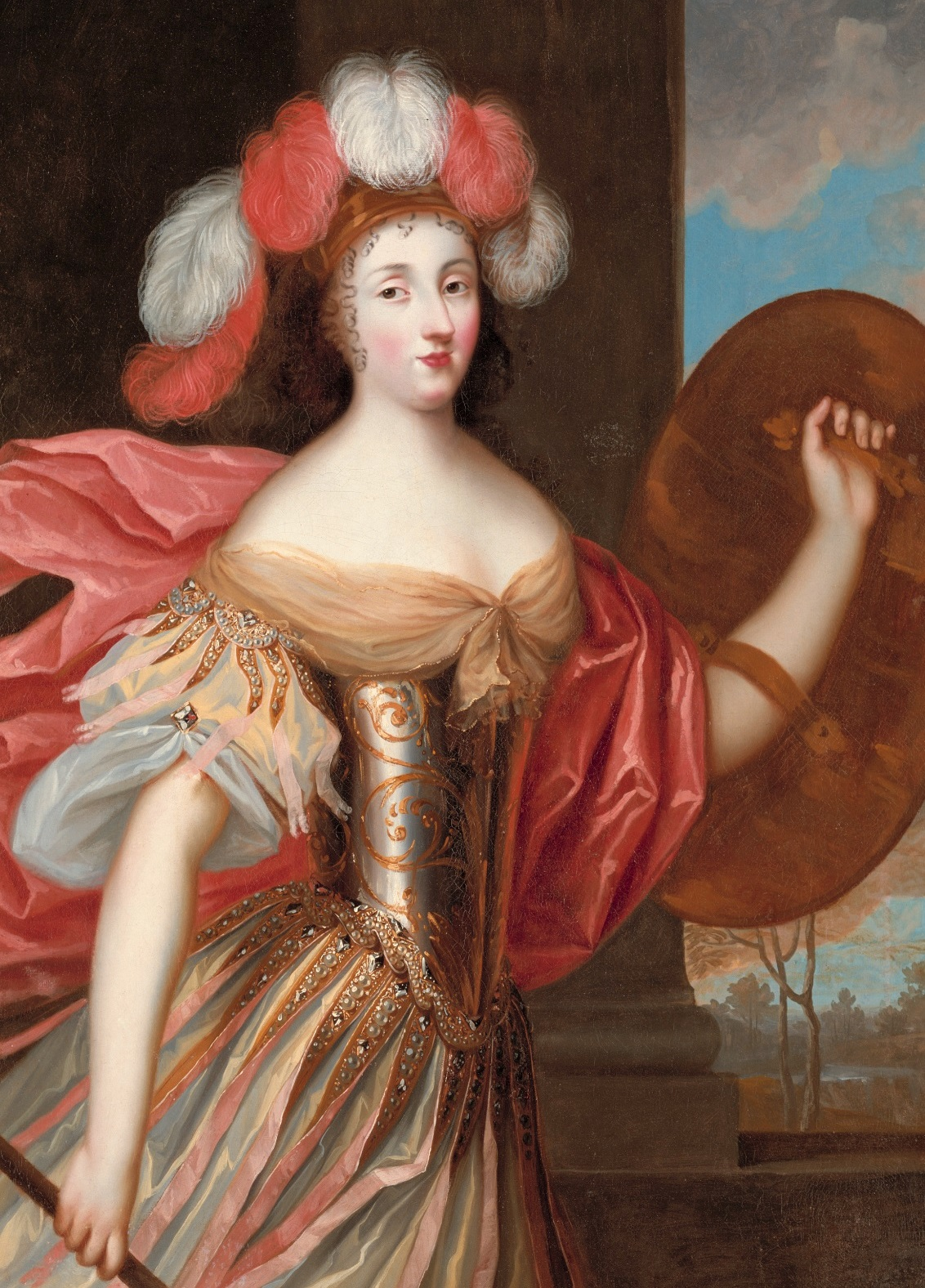
Olimpia Mancini ritratta da Pierre Mignard nel 1700

Olimpia fu accusata nel 1679 nell'"Affare dei veleni" di avere complottato con La Voisin per avvelenare Louise de La Vallière. Si disse che avesse anche minacciato il re con queste parole: "tornate da me, o ve ne pentirete". Inoltre fu sospettata di aver avvelenato suo marito. Nel 1680 fu invitata ad allontanarsi dalla corte, e si trasferì in Spagna.
Lì guadagnò la fiducia della regina Maria Luisa di Spagna, figlia di Enrichetta Maria e nipote di Luigi XIV. La regina morì improvvisamente il 12 febbraio 1689; Olimpia fu accusata anche in questo caso di averla avvelenata.

## Ultimi anni
Il 23 gennaio 1690 le fu ordinato di lasciare la corte spagnola; si trasferì a Bruxelles, dichiarandosi innocente. Occasionalmente, viaggiava in Inghilterra con le sue sorelle Maria e Ortensia. A Bruxelles patrocinò il musicista Pietro Antonio Fiocco, a cui accordò una pensione di 900 lire. Morì a Bruxelles il 9 ottobre 1708, tre mesi dopo la vittoria di suo figlio Eugenio nella Battaglia di Oudenaarde dell'11 luglio 1708, nel giorno del suo 70º compleanno.

## Discendenza
Da suo marito, ebbe otto figli: 
- Luigi Tommaso, conte di Soissons (1657 - 1702); sposò Uranie de La Cropte de Beauvais, con discendenza;
- Filippo (1659 - 1693), abate di Soissons;
- Luigi Giulio, cavaliere di Savoia (1660 - 1683), celibe e senza discendenza;
- Emanuele Filiberto, conte di Dreux (1662–1676), deceduto nell'adolescenza;
- Eugenio di Savoia (1663–1736), celibe e senza discendenza;
- Maria Giovanna di Savoia (1665–1705), detta Madamigella di Soissons,  nubile e senza discendenza;
- Luisa Filiberta di Savoia (1667–1726), detta Madamigella di Dreux, nubile e senza discendenza;
- Francesca di Savoia (1668–1671).